# Daniela Vega
Daniela Vega Hernández (pronúncia espanhola: [daˈnjela ˈβeɣa]) (San Miguel, 3 de junho de 1989) é uma atriz e cantora lírica chilena. Vega ganhou amplo reconhecimento ao estrelar no filme vencedor do Oscar, Una mujer fantástica (2017), pelo qual a sua atuação recebeu aclamação da crítica. Na 90.ª cerimônia do Oscar em 2018, Vega se tornou a primeira pessoa transgênero na história a ser apresentadora na cerimônia do Oscar. Ainda em 2018, a revista Time nomeou-a como uma das 100 pessoas mais influentes do mundo.

## Biografia

### Infância e adolescência

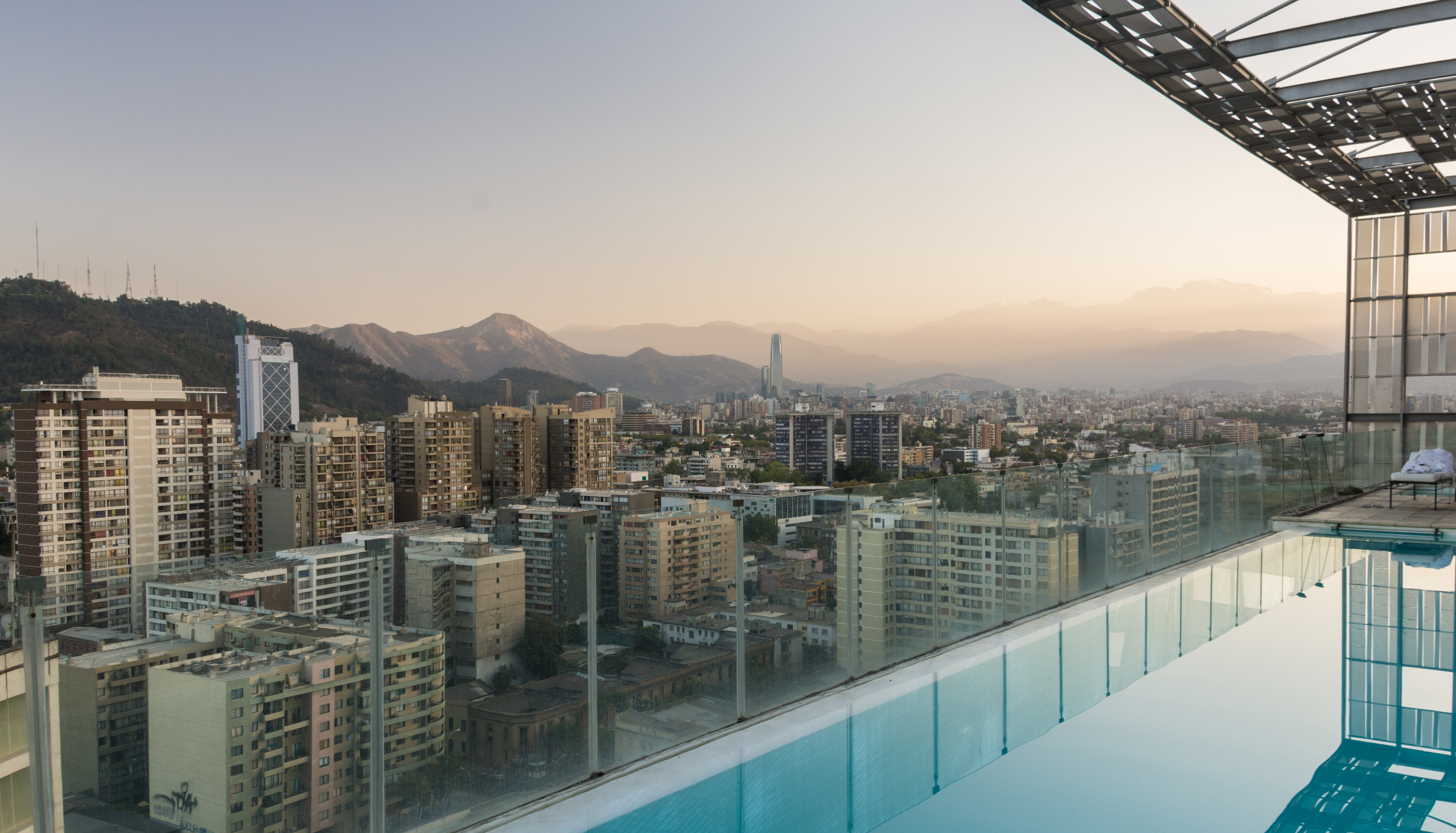
Vista de Santiago, capital chilena, cidade onde Vega nasceu.

Daniela Vega Hernández nasceu em 3 de junho de 1989 em San Miguel, Santiago. A primeira filha de Igor Vega, um proprietário de impressão e Sandra Hernández, uma dona de casa. Depois de um tempo, a família mudou-se para Ñuñoa, onde seu irmão Nicolás nasceu. Aos oito anos de idade, um de seus professores descobriu seu talento para cantar ópera. Ela começou a tocar em pequenas produções em Santiago, que desenvolveu em si um gosto pelas artes.
Depois de terminar o ensino médio, em seu tempo livre e sem qualquer outra educação formal, ela se envolveu com o ambiente de atuação local.

## Carreira

### Primeiros papéis e chegada ao sucesso (2011–2017)
Vega estreou sua carreira em 2011 na peça de teatro La mujer Mariposa (A Mulher Borboleta), um biodrama de transfiguração do diretor Martin de la Parra, onde ela também tem a oportunidade de cantar, o show aconteceu por quase cinco anos. Durante esse tempo ela participou de mais peças, mais notavelmente em Migrante, uma peça sobre migração. Vega obteve notoriedade quando apareceu no videoclipe da famosa canção Maria de Manuel García em 2014 e estrelou também o seu primeiro filme The Guest no mesmo ano.

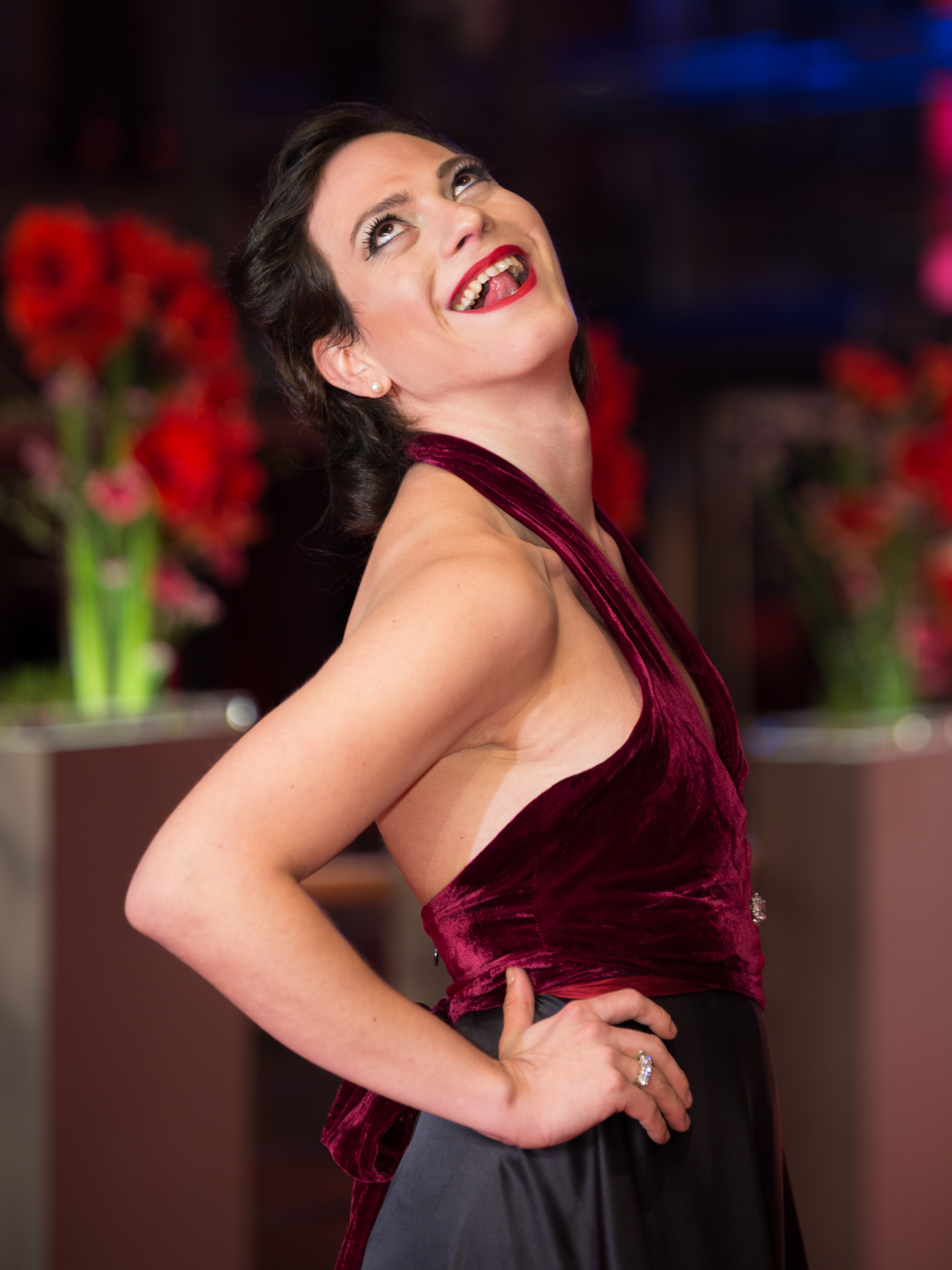
Vega
no Festival de Berlim de 2017.

A atriz ganhou proeminência na carreira quando ao protagonizar o filme chileno Una mujer fantástica (2017), dirigido por Sebastián Lelio, filme pelo qual sua atuação foi aclamada pela crítica. Una mujer fantástica conta a história de Marina (interpretada por Vega), uma garçonete e cantora e Orlando (interpretado por Francisco Reyes Morandé), um homem mais velho, por quem está apaixonada e planejando um futuro. Depois de Orlando adoecer e morrer, Marina é forçada a enfrentar a família e a sociedade, e lutar novamente para mostrar quem ela é: complexa, forte, franca e fantástica. O crítico Guy Lodge em uma revisão para Variety elogiando a atuação de Vega disse; "A performance resistente, expressiva e sutilmente angustiada de Vega merece muito mais do que elogios políticos." Ele continuou notando que "é uma façanha de ação multi-camadas, emocionalmente polimórfica, nutrida com a sensação de afinação por seu diretor, que mantém uma sinceridade completa na condição de Marina sem empurrá-la para onde ela não vá." O nome de Vega foi fortemente mencionado para uma indicação para o Oscar de Melhor Atriz. Vega ganhou um prêmio por sua atuação no Festival Internacional de Cinema de Palm Springs de Melhor Atriz em um Filme de Língua Estrangeira. Una mujer fantástica acabou ganhando o Oscar de Melhor Filme Estrangeiro, e Vega tornou-se a primeira pessoa abertamente transgênero a ser uma apresentadora na cerimônia do Oscar, em 2018.

## Filmografia

### Cinema
| Título               | Ano  | Papel        | Diretor(es)              | Notas | Ref(s) |
| -------------------- | ---- | ------------ | ------------------------ | ----- | ------ |
| La Visita            | 2014 | Elena        | Mauricio López Fernández |       | [ 14 ] |
| Una mujer fantástica | 2017 | Marina Vidal | Sebastián Lelio          |       | [ 15 ] |

### Televisão
| Título            | Ano  | Papel | Canal   | Notas            | Ref(s) |
| ----------------- | ---- | ----- | ------- | ---------------- | ------ |
| Tales of the City | 2019 | Ysela | Netflix | Papel recorrente |        |

## Prêmios e nomeações
| Ano  | Prêmio                                     | Trabalho nomeado     | Categoria                               | Resultado | Ref(s)        |
| ---- | ------------------------------------------ | -------------------- | --------------------------------------- | --------- | ------------- |
| 2015 | 17èmes Rencontres du Cinéma sud-américain  | La Visita            | Meilleure Actrice                       | Venceu    | [ 16 ]        |
| 2015 | Encuentro de Cine Sudamericano de Marsella | La Visita            | Mejor actriz                            | Venceu    |               |
| 2017 | Festival de Cinema de Lima                 | Una mujer fantástica | Premio del Jurado a la Mejor Actriz     | Venceu    | [ 17 ] [ 18 ] |
| 2017 | Premio iberoamericano de cine Fénix        | Una mujer fantástica | Mejor Actuación Femenina                | Venceu    | [ 19 ]        |
| 2017 | Havana Film Festival                       | Una mujer fantástica | Best Actress                            | Venceu    | [ 20 ]        |
| 2018 | Dorian Award                               | Una mujer fantástica | Best Performance of the Year – Actress  | Indicado  | [ 21 ]        |
| 2018 | Dorian Award                               | Daniela Vega         | Rising Star Award                       | Indicado  | [ 21 ]        |
| 2018 | Palm Springs Film Festival                 | Una mujer fantástica | Best Actress in a Foreign Language Film | Venceu    | [ 12 ]        |
| 2018 | International Cinephile Society Awards     | Una mujer fantástica | Best Actress                            | Indicado  | [ 22 ]        |
| 2018 | Caleuche Awards                            | Una mujer fantástica | Best Leading Actress                    | Venceu    | [ 23 ]        |